# Macrothele taiwanensis
Macrothele taiwanensis är en spindelart som beskrevs av Matsuei Shimojana och Haupt 1998. Macrothele taiwanensis ingår i släktet Macrothele och familjen Hexathelidae.
Artens utbredningsområde är Taiwan. Inga underarter finns listade i Catalogue of Life.